# Lenguas daganas
Las lenguas daganas son una pequeña familia de lenguas papúes, clasificadas tentativamente por algunos autores dentro de las lenguas trans-neoguineanas habladas en la península papú, son las lenguas papúes más orientales de la isla de Nueva Guinea.

## Clasificación
Las lenguas daganas se clasifican en:
- Dagano nuclear
  - Daga, Mapena
  - Maiwa
  - Dima (Jimajima)
- Ginuman, Kanasi (Sona)
- Onjob
- Umanakaina (Gwedena)
- Turaka (casi extinto)

Aunque estas lenguas están claramente relacionadas, no son especialmente cercanas. Las lenguas más cercanas al umanakaina, es el ginuman, que sólo presenta una similitud léxica del 23%.

## Pronombres
Los pronombres para el proto-dagano reconstruidos por Malcolm Ross (2005) son:
|            | singular | plural |
| ---------- | -------- | ------ |
| 1ª persona | *na      | *nu    |
| 2ª persona | *ga      | *ya    |
| 3ª persona | *me, *-e | *m[a]u |

## Comparación léxica
Los numerales en diferentes lenguas daganas:
| GLOSA | Daga           | Jimajima        | Kanasi    | Maiwa          | Onjob    | Umanakaina       | PROTO- DAGANO |
| ----- | -------------- | --------------- | --------- | -------------- | -------- | ---------------- | ------------- |
| '1'   | daiton         | daida           | deʔa      | desirom        | kema     | eyaka mena       | *dai-         |
| '2'   | dere           | yuri            | nata      | duwam          | ameg     | apeya            | *deta/ *ame-  |
| '3'   | yampo          | boboa           | 2+1       | duwamdesi      | towa     | 2+1              |               |
| '4'   | degede         | yuai-yuri       | 2+2       | duwam ge duwam | rome     | 2+2              | *2+2          |
| '5'   | nani yampunaet | yangudeni       | wita deʔa | nanin gambenit | yanisiwi | ida daikere mena | *dani         |
| '6'   | 5+1            | yandaibi        | 5+1       | 5+1            | 5+1      | 5+1              | *5+1          |
| '7'   | 5+2            | ba-yuri-ni      | 5+2       | 5+2            | 5+2      | 5+2              | *5+2          |
| '8'   | 5+3            | ba-boa-ni       | 5+3       | 5+3            | 5+3      | 5+3              | *5+3          |
| '9'   | 5+4            | ba-hawa-yuri-ni | 5+4       | 5+4            | 5+4      | 5+4              | *5+4          |
| '10'  | aonagaet       | ba-ingudeni-ni  | wita nata | naninwanit     |          | ida eside mena   |               |